# Washingtonian (revista)
Washingtonian es una revista mensual distribuida en el área de Washington D. C. Fue fundada en 1965 por Laughlin Phillips y Robert J. Myers. La revista se describe como "La revista por la que Washington vive".  Los temas principales de la revista son el periodismo local, inmuebles, y política.

## Contenido editorial
The Washingtonian proporciona una cobertura detallada de profesionales locales, empresas y lugares destacados en Washington D. C.
Cada asunto incluye información en atracciones locales populares, como restaurantes y barrios, y ocio como museos o exposiciones de bellas artes . Regularmente hacen reportajes en profundidad sobre instituciones locales, políticos, gente de negocios, académicos, y filántropos. También detallan ventas de inmuebles y servicios esenciales.
Desde 1971, la revista ha nominado anualmente hasta 15 personas como "Washingtonianos del año" . La revista describe el premio como un homenaje a hombres y mujeres " que dan su tiempo y talento para hacer de este un lugar mejor ".
The Washingtonian ha ganado cinco Premios Nacionales de Revistas.

## Liderazgo
En agosto de 2009, Washingtonian anunció que Garrett Graff reemplazaría al editor John A. Limpert como editor jefe. Limpert es actualmente editor general. Graff se fue en 2014 y fue reemplazado por Micael Schaffer.
Washingtonian es una empresa familiar. El ex director ejecutivo fue Philip Merrill (1934–2006), a quien su esposa, Eleanor, sucedió como presidenta; su hija Catherine Merrill Williams es la presidenta y editora.